# Геро Грозев
Геро Грозев (болг. Геро Бойчев Грозев; 13 квітня 1921–1986) — болгарський дипломат. Постійний представник Болгарії при Організації Об'єднаних Націй (1971—1976).

## Життєпис
Народився 13 квітня 1921 року в селі Стрельча. Навчався в середній школі в Копрівштиці. Він був членом Робочої молодіжної спілки з 1936 року та членом Болгарської комуністичної партії з 1942 року. У 1940—1941 роках — обласний начальник Робочої молодіжної спілки по Стрельчі. У 1941 році вступив до медичного факультету Софійського університету. Член і секретар Студентського бюро при ЦК Робочої молодіжної спілки. У 1942 р. пішов у підпілля. У 1943 р. заарештований, до 1944 р. ув'язнений. Після 9 вересня 1944 року — організаційний секретар обкому Робочої молодіжної спілки у Старій Загорі. З 1945 по 1947 — секретар обкому Робочої молодіжної спілки у Софії, член ЦК Робочої молодіжної спілки. Потім очолював відділ у ЦК Робочої молодіжної спілки та організаційний секретар.
У грудні 1947 — вересні 1948 — голова СМН. Після цього 1 рік навчався в партійній школі.
Він є членом президії 1-го Національних зборів. Перший секретар окружного комітету Болгарської комуністичної партії у місті Пловдив. Посол Болгарії в Чехословаччині.
З 1958 по 1971 рік був кандидатом у члени ЦК Болгарської комуністичної партії, а з 1971 по 1990 рік також був членом ЦК Болгарської комуністичної партії.
З 26 січня 1971 по 23 липня 1976 рр. — Постійний представник Болгарії при Організації Об'єднаних Націй.